# Шикхардт, Иоганн Кристиан
Иоганн Кристиан Шикхардт (нем. Johann Christian Schickhardt; ок. 1682, Брауншвейг -25 марта 1762, Лейден) — немецкий композитор и музыкант на деревянных духовых инструментах позднего барокко.

## Биография
Музыкальное образование получил при дворе герцога Брауншвейг-Вольфенбюттеля Августа Вильгельма. В начале XVIII века работал в Нидерландах. Играл при дворах короля Швеции Фредрика I, Генриетты Амалии Ангальт-Дессауской, князя Ангальт-Кётена Леопольда и Иоганна Вильгельма Фризо Оранского. Позже жил в Гамбурге, где был членом Гамбургской оперы в качестве флейтиста и гобоиста.

## Творчество
Автор, в основном, камерной музыки с использованием блокфлейты. Среди немецких композиторов наряду с Бахом выдающиеся произведения для блокфлейты оставили кроме Шикхардта Маттезон и Телеман.
Создал оригинальные композиции для четырех блокфлейт и бассо континуо — чрезвычайно редкого инструментария в музыке XVIII века.
Опубликовал не менее 30 сборников музыкальных сочинений (многие не сохранились).

## Избранные сочинения
- 12 трио-сонат для 2-х блокфлейт и континуо
- 6 концертов для 2-х гобоев/скрипок, струнных (без альтов) и континуо
- 6 сонат а 4 (1710)
- 6 сонат для 2-х блокфлейт, гобоя и континуо
- 6 сонат для блокфлейты, 2-х гобоев, виолы да гамбы и континуо
- 6 сонат для гобоя (или скрипки) и континуо
- 6 сонат для флейты (скрипки/гобоя) и континуо
- 7 сонат для гобоя (или скрипки) и континуо
- «Музыкальный алфавит», 24 сонаты для флейты (или скрипки/блокфлейты) и континуо
- Концерт для 4-х блокфлейт и континуо до мажор
- Концерт для 4-х блокфлейт и континуо до минор
- Концерт для 4-х блокфлейт и континуо ми минор
- Концерт для 4-х блокфлейт и континуо ре минор
- Концерт для 4-х блокфлейт и континуо соль мажор
- Концерт для 4-х блокфлейт и континуо фа мажор
- Концерт для скрипки с оркестром фа мажор
- Концерт для флейты, 2-х гобоев, струнных и континуо соль минор
- Сарабанда для 2-х флейт
- Соната для блокфлейты и континуо до мажор
- Соната для блокфлейты и континуо до мажор
- Соната для блокфлейты и континуо ля мажор
- Соната для блокфлейты и континуо ля минор
- Соната для блокфлейты и континуо ля минор
- Соната для блокфлейты и континуо ми минор
- Соната для блокфлейты и континуо ре минор
- Соната для блокфлейты и континуо ре минор
- Соната для блокфлейты и континуо ре минор
- Соната для блокфлейты и континуо фа мажор
- Соната для скрипки и континуо ре минор
- Трио-соната для 2-х скрипок и континуо